# Ministre de l'Irlandais
 (mars 2019).
Si vous disposez d'ouvrages ou d'articles de référence ou si vous connaissez des sites web de qualité traitant du thème abordé ici, merci de compléter l'article en donnant les références utiles à sa vérifiabilité et en les liant à la section « Notes et références ».
Le ministre des Irlandais est un poste du gouvernement de la République irlandaise, État autoproclamé créé en 1919 par le Dáil Éireann, assemblée parlementaire composée de la majorité des députés irlandais élus aux élections générales de 1918. Le portefeuille est créé pour promouvoir l'utilisation de la langue irlandaise dans tout le pays. Le poste est aboli après un peu plus d'un an d'existence, après la conclusion des négociations officielles sur l'indépendance avec le Royaume-Uni. En 1956, le poste a été relancé dans une certaine mesure avec la création du nouveau titre de ministre de la Gaeltacht.

## Ministre
| Name            | Mandat       | Mandat       | Parti | Parti     |
| --------------- | ------------ | ------------ | ----- | --------- |
| Seán T. O'Kelly | 29 juin 1920 | 26 août 1921 |       | Sinn Féin |